# 筑紫舞
筑紫舞（つくしまい）は、筑紫傀儡子（つくしくぐつ）と呼ばれる人々によって古来伝承されてきたとされる、伝統芸能。跳躍や回転を取り入れた、独特の足づかいを大きな特徴とした舞である。

## 歴史
その起源は古く、『続日本紀』天平3年（731年）の記事にその名を見ることができる。以来、神舞、くぐつ舞など、何種類かに分類される二百以上の舞が、すべて口伝によって伝承されてきたと云われる。（ただし、木に記号なども刻んでいたらしい）
現在では、箏曲家・菊邑検校から戦前に伝承を受けた西山村光寿斉を初代宗家とし、二代目宗家・西山村津奈寿をはじめとする数十人の弟子によって舞の継承が行われている。その舞の実際は、毎年7～8月に福岡市中央区の大濠公園能楽堂で開催される「筑紫舞の会」などで見ることができる。
尚、やはり戦前、現在は宮地嶽神社の奥宮として不動神社が祀られている横穴式石室古墳内で、当時の芸能者達によって筑紫舞が舞われた場に少女期の光寿斉が同席しており、その縁で後年宮地嶽神社へ数曲の舞を伝授する事となった。現在でも宮地嶽神社では年に一回筑紫舞の祭典があり、宮司や神職が舞を奉納している。
奉納上演が恒例となっている神社は他に、天智天皇所縁の舞を恵蘇八幡宮（朝倉市）、八幡系の舞を紅葉八幡宮（福岡市）、東物を稲毛神社、雄琴神社 (壬生町) などである。いずれも光寿斉及び津奈寿より伝承を受け、神職または氏子によって神事芸能として奉納されている。